# Laborde
Laborde ist eine französische Gemeinde mit 84 Einwohnern (Stand 1. Januar 2022) im Département Hautes-Pyrénées in der Region Okzitanien. Maire (Bürgermeister) der Gemeinde ist Geneviève Pflimlin, die für die Jahre von 2020 bis 2026 gewählt wurde.
In der okzitanischen Sprache Béarnais bedeutet Laborde „Das Gehöft“.

## Demographie
| Einwohner                                                  | 372 | 431 | 477 | 618 | 595 | 509 | 137 | 157 | 146 | 138 | 95 | 109 |
| Ab 1962 offizielle Zahlen ohne Einwohner mit Zweitwohnsitz |     |     |     |     |     |     |     |     |     |     |    |     |